# Mikael Tillström
Mikael Tillström (* 5. März 1972 in Jönköping) ist ein ehemaliger schwedischer Tennisspieler.

## Karriere
Tillström war bereits als Juniorenspieler sehr erfolgreich. Er gewann bei den US Open 1990 den Titel im Juniorendoppel mit Mårten Renström und scheiterte im Junioreneinzel erst im Finale an Andrea Gaudenzi.
Im Jahr darauf wurde er Profi und spielte im Einzel ein Turnier der ATP Challenger Tour und im Doppel, vorwiegend mit Renstrom, mehrere Challenger-Turniere und zwei Turniere auf der ATP Tour.
1992 gewann er im Doppel drei Challenger-Turniere und in San Marino sein erstes ATP-Turnier an der Seite von Nicklas Kulti. Im Einzel sorgte er für eine große Überraschung, als er als Qualifikant beim Masters-Turnier in Monte Carlo erst im Viertelfinale am späteren Sieger Thomas Muster scheiterte.
1993 blieb er im Einzel ohne Erfolge; im Doppel konnte er jedoch bei den French Open die zweite Runde erreichen, zudem debütierte er bei den Australian Open.
1994 konnte er mit einem Achtelfinaleinzug bei den French Open überraschen. Er besiegte in der dritten Runde Richard Krajicek, damals die Nummer 16 der Welt, und schied erst gegen den Weltranglistenersten Pete Sampras aus. Im Doppel gewann er mehrere Challenger-Turniere, eines davon an der Seite des mehrfachen Grand-Slam-Siegers Anders Järryd.
1995 konnte er bei den French Open erneut überraschen; er besiegte zunächst Goran Ivanišević, schied dann aber in Runde zwei aus. In Stockholm kam er nach Siegen über Mats Wilander und Richard Krajicek ins Viertelfinale. Im Doppel gewann er an der Seite von Nicklas Kulti vier Challenger-Turniere.
1996 war sein erfolgreichstes Jahr im Einzel. Er scheiterte bei den Australian Open nach einem Sieg über Thomas Muster erst im Viertelfinale an Michael Chang und erreichte die dritte Runde bei den French Open; nach einem Überraschungssieg über Stefan Edberg gelang ihm das auch in Wimbledon. Mit diesen Erfolgen erreichte er Platz 39 der Weltrangliste. Doppel spielte er nur selten und mit wenig Erfolg.
1997 feierte er an der Seite von Nicklas Kulti ein erfolgreiches Davis-Cup-Debüt gegen die Schweizer Lorenzo Manta und Marc Rosset. Mit Kulti gewann er auch das ATP-Turnier in Båstad und mit dem Australier Michael Tebbutt nach einem sensationellen Halbfinalsieg über Todd Woodbridge und Mark Woodforde das Turnier in Indianapolis. Bei seinem Sieg, der sein einziger ohne Kulti bleiben sollte, stand er diesem im Finale gegenüber. Im Einzel hatte er bei den meisten Großereignissen wenig Erfolg, beim Turnier von Chennai konnte er allerdings seinen einzigen Karrieretitel im Einzel erringen.
1998 debütierte er im Davis Cup gegen den Slowaken Karol Kučera erfolglos im Einzel. Er kam in Chennai wiederum ins Finale und erreichte bei den US Open die dritte Runde – bei allen übrigen Grand-Slam-Turnieren scheiterte er in Runde zwei. Im Doppel gewann er mit Kulti die Turniere in Sankt Petersburg und Stockholm und erreichte das Achtelfinale der US Open.
1999 erreichten Tillström und Kulti bei den French Open erstmals das Halbfinale und Tillström stieg in die Top 50 der Doppel-Weltrangliste auf. Im Einzel waren der Einzug in die dritte Runde der Australian Open und das Finale in Singapur seine größten Erfolge.
2000 nahm er an den Olympischen Spielen in Sydney teil und verlor dort im Einzel in der dritten Runde gegen Roger Federer. Im Doppel scheiterte er zusammen mit Kulti völlig überraschend schon in Runde eins an den Weißrussen Maks Mirny und Uladsimir Waltschkou. Mit dem Halbfinaleinzug in Wimbledon und drei Turniersiegen wurde es für die beiden trotzdem ein sportlich erfolgreiches Jahr. Er musste die Saison jedoch aufgrund einer Rückenverletzung Ende Oktober beenden.
Danach hat Tillström kein Turnier mehr bestritten.

## Erfolge
| Legende                                       |
| Grand Slam                                    |
| Tennis Masters Cup                            |
| Tennis Masters Series (1)                     |
| ATP International Series Gold (1)             |
| ATP World Series ATP International Series (7) |
| ATP Challenger Tour (13)                      |

| Titel nach Belag |
| Hartplatz (3)    |
| Sand (4)         |
| Rasen (1)        |
| Teppich (2)      |

### Einzel

#### Turniersiege

##### ATP Tour
| Nr. | Datum          | Turnier | Belag     | Finalgegner    | Ergebnis      |
| --- | -------------- | ------- | --------- | -------------- | ------------- |
| 1.  | 13. April 1997 | Chennai | Hartplatz | Alex Rădulescu | 6:4, 4:6, 7:5 |

##### Challenger Tour
| Nr. | Datum              | Turnier | Belag | Finalgegner       | Ergebnis      |
| --- | ------------------ | ------- | ----- | ----------------- | ------------- |
| 1.  | 12. Juni 1994      | Weiden  | Sand  | Jens Knippschild  | 6:2, 6:4      |
| 2.  | 10. September 1995 | Meran   | Sand  | Younes El Aynaoui | 6:3, 3:6, 6:3 |

#### Finalteilnahmen
| Nr. | Datum            | Turnier  | Belag         | Finalgegner        | Ergebnis      |
| --- | ---------------- | -------- | ------------- | ------------------ | ------------- |
| 1.  | 12. April 1998   | Chennai  | Hartplatz     | Patrick Rafter     | 3:6, 4:6      |
| 2.  | 17. Oktober 1999 | Singapur | Hartplatz (i) | Marcelo Ríos       | 2:6, 6:75     |
| 3.  | 13. Februar 2000 | San José | Hartplatz (i) | Mark Philippoussis | 5:7, 6:4, 3:6 |
| 4.  | 7. Mai 2000      | Mallorca | Sand          | Marat Safin        | 4:6, 3:6      |

### Doppel

#### Turniersiege

##### ATP Tour
| Nr. | Datum             | Turnier        | Belag         | Partner         | Finalgegner                       | Ergebnis      |
| --- | ----------------- | -------------- | ------------- | --------------- | --------------------------------- | ------------- |
| 1.  | 2. August 1992    | San Marino     | Sand          | Nicklas Kulti   | Cristian Brandi Federico Mordegan | 6:2, 6:2      |
| 2.  | 13. Juli 1997     | Båstad (1)     | Sand          | Nicklas Kulti   | Magnus Gustafsson Magnus Larsson  | 6:0, 6:3      |
| 3.  | 17. August 1998   | Indianapolis   | Hartplatz     | Michael Tebbutt | Jonas Björkman Nicklas Kulti      | 6:3, 6:2      |
| 4.  | 15. Februar 1998  | St. Petersburg | Teppich (i)   | Nicklas Kulti   | Marius Barnard Brent Haygarth     | 3:6, 6:3, 7:6 |
| 5.  | 15. November 1998 | Stockholm      | Hartplatz (i) | Nicklas Kulti   | Chris Haggard Peter Nyborg        | 7:5, 3:6, 7:5 |
| 6.  | 30. April 2000    | Barcelona      | Sand          | Nicklas Kulti   | Paul Haarhuis Sandon Stolle       | 6:2, 6:7, 7:6 |
| 7.  | 18. Juni 2000     | Halle          | Rasen         | Nicklas Kulti   | Mahesh Bhupathi David Prinosil    | 7:6, 7:6      |
| 8.  | 16. Juli 2000     | Båstad (2)     | Sand          | Nicklas Kulti   | Andrea Gaudenzi Diego Nargiso     | 4:6, 6:2, 6:3 |
| 9.  | 20. November 2000 | Paris          | Teppich (i)   | Nicklas Kulti   | Paul Haarhuis Daniel Nestor       | 6:4, 7:5      |

##### Challenger Tour
| Nr. | Datum             | Turnier       | Belag     | Partner         | Finalgegner                       | Ergebnis      |
| --- | ----------------- | ------------- | --------- | --------------- | --------------------------------- | ------------- |
| 1.  | 10. Mai 1992      | Ljubljana (1) | Sand      | Magnus Larsson  | Cristian Brandi Federico Mordegan | 7:5, 6:2      |
| 2.  | 14. Juni 1992     | Yvetot        | Sand      | Mårten Renström | Jaime Oncins Tomáš Anzari         | 7:6, 5:7, 6:2 |
| 3.  | 28. Juni 1992     | Salzburg      | Sand      | Jan Apell       | Jordi Arrese Nils Holm            | 3:6, 6:2, 6:2 |
| 4.  | 9. Oktober 1993   | Dublin        | Teppich   | Mårten Renström | Todd Nelson Bent-Ove Pedersen     | 6:2, 3:6, 6:3 |
| 5.  | 19. Juni 1994     | Košice        | Sand      | Tommy Ho        | Emanuel Couto Bernardo Mota       | 7:6, 6:1      |
| 6.  | 24. Juli 1994     | Scheveningen  | Sand      | Mårten Renström | Stephen Noteboom Tom Vanhoudt     | 3:6, 7:5, 6:3 |
| 7.  | 18. Dezember 1994 | Andorra       | Hartplatz | Anders Järryd   | Greg Rusedski Paul Wekesa         | 7:6, 6:3      |
| 8.  | 6. März 1995      | Indian Wells  | Hartplatz | Nicklas Kulti   | Jan Apell Mike Bauer              | 7:6, 6:4      |
| 9.  | 22. April 1995    | Monte Carlo   | Sand      | Nicklas Kulti   | Nicolas Kiefer Michael Stich      | 7:5, 7:5      |
| 10. | 14. Mai 1995      | Ljubljana (2) | Sand      | Nicklas Kulti   | Shelby Cannon Stefan Kruger       | 6:4, 6:4      |
| 11. | 2. Juli 1995      | Braunschweig  | Sand      | Nicklas Kulti   | Bill Behrens Brendan Curry        | 7:6, 6:4      |

#### Finalteilnahmen
| Nr. | Datum          | Turnier   | Belag | Partner         | Finalgegner                   | Ergebnis      |
| --- | -------------- | --------- | ----- | --------------- | ----------------------------- | ------------- |
| 1.  | 26. Juli 1992  | Hilversum | Sand  | Mårten Renström | Paul Haarhuis Mark Koevermans | 7:6, 1:6, 4:6 |
| 2.  | 10. Juli 1994  | Båstad    | Sand  | Nicklas Kulti   | Jan Apell Jonas Björkman      | 2:6, 3:6      |
| 3.  | 26. April 1998 | Orlando   | Sand  | Michael Tebbutt | Grant Stafford Kevin Ullyett  | 6:4, 4:6, 5:7 |
| 11. | 16. Juli 1999  | Båstad    | Sand  | Nicklas Kulti   | David Adams Jeff Tarango      | 6:7, 4:6      |